# Доманико
Доманико (итал. Domanico) — коммуна в Италии, располагается в регионе Калабрия, подчиняется административному центру Козенца.
Население составляет 928 человек, плотность населения составляет 40 чел./км². Занимает площадь 23 км². Почтовый индекс — 87030. Телефонный код — 0984.
Покровителем коммуны является святой Иоанн Предтеча, празднование 24 июня.